# Araripesuchus
Araripesuchus byl rod suchozemského krokodýlovitého plaza z podřádu Notosuchia (někteří ho řadí do jeho sesterské skupiny Neosuchia), žijícím v období křídy, asi před 125 až 66 miliony let. Formálně byl tento rod popsán v roce 1959.

## Popis a známé druhy
Fosilie tohoto rodu byly nalezeny na území dnešní Brazílie (A. gomesii), Patagonie (A. patagonicus), Argentiny (A. buitreraensis), Nigeru (A. wegeneri), Maroka, (A. rattoides) a Madagaskaru (A. tsangatsangana). Od žádného jiného rodu notosucha zatím neznáme tolik druhů. Pohyboval se po relativně vzpřímených končetinách, na rozdíl od dnešních krokodýlů. Stavba zubů druhů A. rattoides a A. wegeneri naznačuje, že se mohli živit rostlinnou potravou, nebo hmyzem. Jeho fosilie byly objeveny pouze na kontinentech, které dříve patřily do jižního superkontinentu Gondwany.